# Edson Praczyk
Edson da Silva Praczyk (São Paulo, 9 de dezembro de 1966) é pastor evangélico que foi deputado estadual pelo Paraná durante cinco mandatos de 1999 até 2019. Já foi filiado ao PSDB e ao PL, hoje é filiado ao Partido Republicano Brasileiro - PRB. Atualmente é assessor da diretoria da Celepar desde 2019.
Neto de imigrantes poloneses, é casado desde fevereiro de 1987 com Rosária Tobias. Foi ordenado pastor evangélico pela Igreja Universal do Reino de Deus, da qual é membro desde abril de 1981.

## Vida profissional
Iniciou sua vida profissional com seu pai, desde muito jovem, como ajudante de pintura predial. Trabalhou em São Paulo como contínuo do escritório da COINBRA (Comércio e Indústria Brasileira de Óleos Comestíveis), uma empresa Paranaense. Também atuou como Diretor Comercial da Rádio Record de Uberlândia - MG, foi apresentador, locutor e animador de rádio e televisão: Rádio Gospel FM (PR), Rádio Scala AM (PR), Rádio Atalaia AM (PR), Rádio Cultura AM (MT), Rádio Cidade FM (MG), Rádio Voz do Oeste AM (MT), Rádio Globo AM (MT), Rádio Capital AM (MS), Rádio Cultura de Santo André AM (SP), Rádio São Paulo (SP), Rádio Mulher AM (SP), Rádio Record AM (MG) e TV Record (MG).

## Vida acadêmica
É formado em Processamento de Dados / Engenharia de Software, na Faculdade ESEEI - Curitiba/PR. Análise e Desenvolvimento de Sistemas, no Centro Tecnológico Universidade Positivo - Curitiba/PR. MBA Gestão de Tecnologia da Informação e Comunicação, na UTFPR.[carece de fontes?]

## Vida pública
Foi eleito deputado estadual por cinco mandatos, nos anos de 1998, 2002, 2006, 2010 e 2014.
Eleito 5.º Secretário da Mesa Executiva da Assembleia Legislativa do Paraná para o biênio 2009 / 2010.
Como parlamentar do Legislativo Estadual foi membro efetivo da Comissão de Constituição e Justiça, Comissão de Obras Públicas, Transporte e Comunicações, Comissão de Educação, Cultura e Esportes, Comissão de Ecologia e Meio Ambiente, além de ter sido eleito Presidente da Comissão de Direitos Humanos e da Cidadania.
Foi eleito Vice-Presidente e Relator da CPI do Roubo de Cargas. Foi o primeiro Deputado da base aliada do Governo Jaime Lerner a assinar a proposta da instalação da CPI do Pedágio. Defensor do movimento popular contra a venda da COPEL, defensor do Software Livre no Paraná.